# Caputxí del Marañón
El caputxí del Marañón (Cebus yuracus) és una espècie de primat de la família dels cèbids. Viu al sud de Colòmbia, l'est de l'Equador i el nord-est del Perú. Els seus hàbitats naturals van des dels boscos inundables i de terra ferma de la conca alta de l'Amazones fins als boscos montans dels vessants orientals dels Andes. És una espècie gairebé amenaçada pels efectes de la caça i la desforestació. Originalment fou descrit com a subespècie del caputxí frontblanc (C. albifrons). El seu nom específic, yuracus, és una llatinització de la paraula quítxua yuraq, que significa 'blanc'.